# Campionati mondiali di tiro a volo 1938
I campionati mondiali di tiro 1938 furono la sesta edizione dei campionati mondiali di questo sport e si disputarono a Luhačovice.

## Risultati

### Uomini

#### Fossa olimpica
| Evento      | Oro                                                                                 | Oro       | Argento                | Argento   | Bronzo                                                                      | Bronzo    |
| Evento      | Atleta                                                                              | Risultato | Atleta                 | Risultato | Atleta                                                                      | Risultato |
| Individuale | István Strassburger                                                                 | 190       | Hocke                  | 188       | Józef Kiszkurno                                                             | 187       |
| A squadre   | Polonia Józef Kiszkurno Wilhelm Ziegenhirte Konstantyn Lyszkowski Stefan Sztukowski | ?         | Cecoslovacchia Hocke ? | ?         | Ungheria István Strassburger Ladislaus Szapary Sándor Lumniczer Sándor Dora | ?         |

## Medagliere
Nazione ospitante
| Posiz. | Nazione        | Oro | Argento | Bronzo | Totale |
| ------ | -------------- | --- | ------- | ------ | ------ |
| 1      | Ungheria       | 1   | 0       | 1      | 2      |
| 1      | Polonia        | 1   | 0       | 1      | 2      |
| 3      | Cecoslovacchia | 0   | 2       | 0      | 2      |